# Maciej Bugajewski
Maciej Bugajewski – polski historyk, dr hab. nauk humanistycznych, profesor nadzwyczajny Instytutu Historii Wydziału Historii Uniwersytetu im. Adama Mickiewicza w Poznaniu.

## Życiorys
W 1995 ukończył studia historyczne na Uniwersytecie im. Adama Mickiewicza, 6 marca 2000 obronił pracę doktorską Paula Ricoeura teoria nauki historycznej, 4 października 2010 habilitował się na podstawie pracy zatytułowanej Brzemię przeszłości. Zło jako przedmiot interpretacji historycznej. Otrzymał nominację profesorską. Został zatrudniony na stanowisku adiunkta w Instytucie Historii na Wydziale Historii Uniwersytetu im. Adama Mickiewicza.
Pełni funkcję profesora nadzwyczajnego Instytutu Historii Wydziału Historii Uniwersytetu im. Adama Mickiewicza w Poznaniu.